# Paul Hardcastle
Paul Hardcastle (ur. 10 grudnia 1957, Londynie) – brytyjski muzyk, kompozytor, producent muzyczny. Wirtuoz gry na syntezatorze. Jest również prezenterem radiowym w USA. 

## Dyskografia

### Albumy
| Rok  | Album                                      |
| ---- | ------------------------------------------ |
| 1984 | Daybreak                                   |
| 1985 | Zero One                                   |
| 1985 | Paul Hardcastle                            |
| 1988 | No Winners                                 |
| 1990 | Sound Syndicate                            |
| 1992 | Kiss the Sky                               |
| 1993 | The Definitive                             |
| 1997 | First Light                                |
| 1999 | Cover To Cover: A Musical Autobiography    |
| 2003 | The Very Best of Paul Hardcastle 1983-2003 |
| 2009 | Zero One                                   |

### Single
- 1984: Eat Your Heart Out
- 1984: You're the One for Me / Daybreak / A. M.
- 1984: Guilty
- 1984: Rain Forest / Sound Chaser
- 1984: Eat Your Heart Out / Rain Forest (Recut Version)
- 1985: Forest Fire / A. M.
- 1985: Papa's Got a Brand New Pigbag (Paul Hardcastle / Pigbag)
- 1985: King Tut (Remix)
- 1985: 19
- 1985: Rain Forest / Forest Fire
- 1985: 19 (German Version)
- 1985: Just for Money
- 1985: Don't Waste My Time
- 1985: Foolin' Yourself
- 1986: The Wizard
- 1988: Walk in the Night
- 1988: 40 Years
- 1989: Are You Ready (Paul Hardcastle - Sound Syndicate)
- 1990: Rainforest 90
- 1992: 19 / Don't Waste My Time
- 1992: 19 / Don't Waste My Time / Just for Money
- 1993: Time for Love EP
- 1993: Sound of Summer
- 1994: Can't Stop Now
- 1995: You May be Gone
- 1995: The Sound Transformation
- 1996: Bird Island
- 1996: Jokers Wild
- 1997: Shelbi
- 2000: Shine
- 2003: Ventura Highway
- 2010: 19 - The Story Continues
- 2010: 19 The Remixes (3 MP3-Files)